# Halina Grotowska

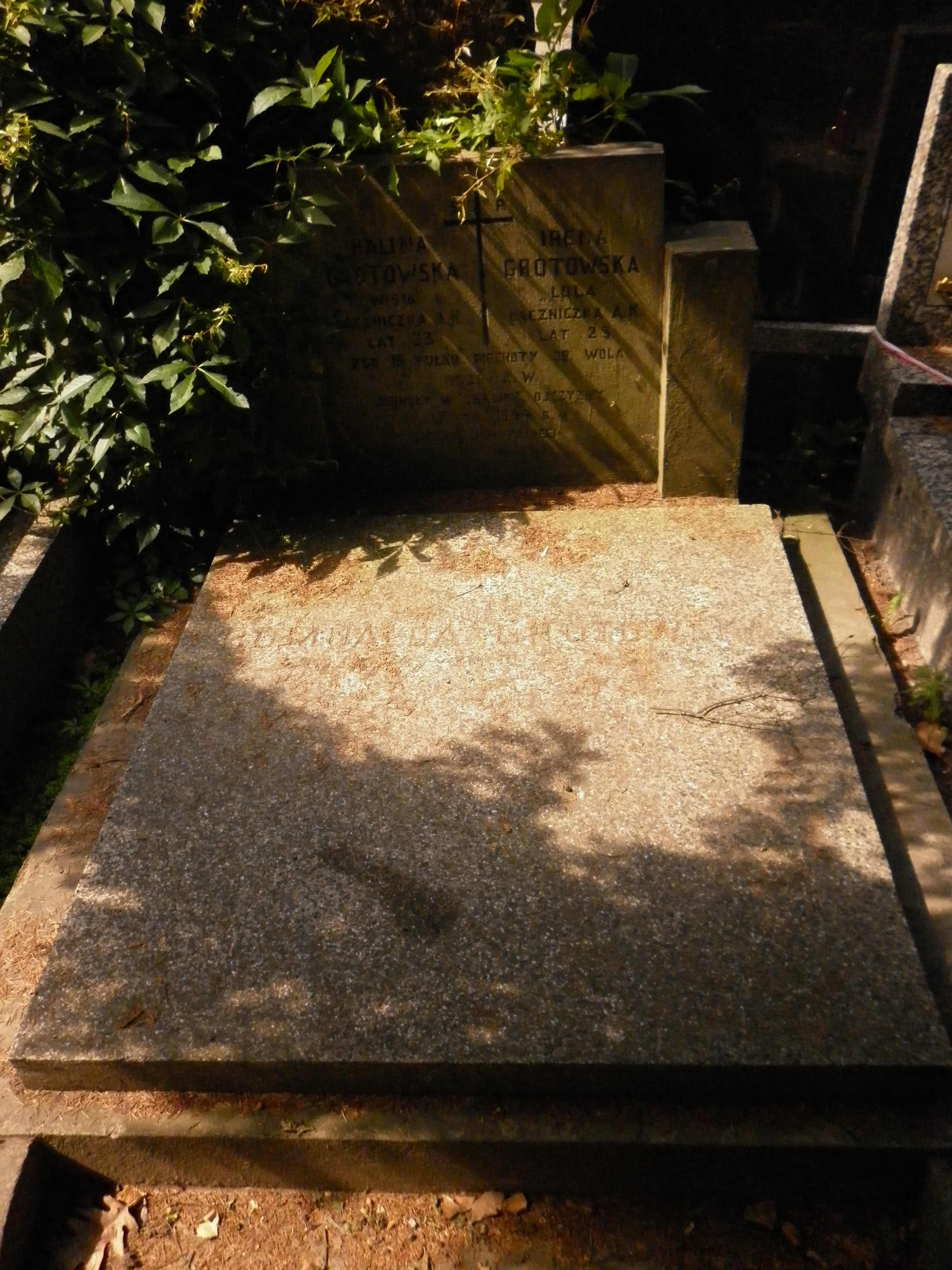
Grób Haliny Grotowskiej na Cmentarzu Wojskowym na Powązkach w Warszawie

Halina Grotowska pseudonim Lola (ur. 22 lutego 1921, zm. 17 września 1944 w Warszawie) – łączniczka, żołnierz Armii Krajowej.
Zamieszkała w Warszawie. W Armii Krajowej łączniczka WSK w Obwodzie AK Wola.
Podczas powstania warszawskiego była łączniczką obwodowej składnicy meldunkowej „S”, potem „K-1”. Poległa 17 września wraz z siostrą Ireną na ulicy Kruczej 3. Pochowana na Cmentarzu Wojskowym na Powązkach w Warszawie (kwatera A25-11-15/16).